# Periseius nobskae
Periseius nobskae är en spindeldjursart som först beskrevs av Haq 1965.  Periseius nobskae ingår i släktet Periseius och familjen Ologamasidae. Inga underarter finns listade i Catalogue of Life.